# リオーラ・サルド
リオーラ・サルド（イタリア語: Riola Sardo）は、イタリア共和国サルデーニャ自治州オリスターノ県にある、人口約2,100人の基礎自治体（コムーネ）。

## 地理

### 位置・広がり

#### 隣接コムーネ
隣接するコムーネは以下の通り。
- バラーティリ・サン・ピエトロ
- カブラス
- ナルボリーア
- ヌラーキ
- サン・ヴェーロ・ミーリス

## 自然・環境
スターニョ・ディ・カブラス（Stagno di Cabras）に流入する Rio Mare Foghe 川のほとりに位置する村。スターニョ・ディ・カブラスはラムサール条約登録湿地である（カブラス、イタリアのラムサール条約登録地一覧を参照）。